# San Marino Song Contest 2025
La prima edizione di San Marino Song Contest si è svolta dal 26 settembre 2024 all'8 marzo 2025, ed ha selezionato il rappresentante di San Marino all'Eurovision Song Contest 2025 a Basilea, in Svizzera.
Il vincitore è stato Gabry Ponte con il brano Tutta l'Italia.

## Organizzazione
Il 25 luglio 2024 l'emittente sammarinese San Marino RTV (SMRTV) ha confermato la partecipazione del paese all'Eurovision Song Contest 2025, annunciando inoltre l'organizzazione, in collaborazione con la Media Evolution, della quarta edizione di Una voce per San Marino per la selezione del rappresentante eurovisivo nazionale.
Nello stesso giorno sono stati annunciati tutti i dettagli relativi all'evento. Contemporaneamente SMRTV e Media Evolution hanno dato la possibilità agli aspiranti concorrenti di inviare i propri brani entro il 31 dicembre 2024, scadenza poi estesa fino al 30 gennaio 2025. Gli artisti, selezionati dalla giuria d'esperti, avrebbero preso parte a dei casting preliminari programmati presso il San Marino Outlet Experience di Falciano. La prima parte dei casting si è svolta dal 26 al 27 settembre e dal 17 al 18 ottobre 2024, la seconda dal 14 al 16 novembre e dal 12 al 14 dicembre 2024 e, infine, un'ultima parte si è svolta dal 9 all'11 e dal 23 al 25 gennaio 2025.
Oltre alla selezione tramite casting, l'emittente SMRTV ha successivamente avviato una collaborazione con il Tour Music Fest, garantendo un posto alle semifinali al vincitore dell'edizione 2024 del concorso musicale europeo. Il 1º dicembre 2024, una giuria internazionale ha decretato la francese Justine Mayer vincitrice assoluta del Tour Music Fest, guadagnandosi così un posto nelle semifinali.
Il 16 dicembre 2024, il nuovo direttore di SMRTV Roberto Sergio (già direttore generale della Rai) ha annunciato vari cambiamenti atti ad offrire una propria identità al festival che, per l'occasione, ha assunto il nome di San Marino Song Contest, sarebbe stato prodotto dalla Rai e sarebbe stato trasmesso anche da Rai Radio 2 e RaiPlay. Ulteriori cambiamenti sono stati la collaborazione della iCompany, insieme alla nota Media Evolution, e la scelta di Massimo Bonelli come direttore artistico del concorso.
Dopo i casting preliminari, gli artisti selezionati si sarebbero sfidati in sette semifinali, di cui una con funzione di ripescaggio, per ottenere un posto nella finale dell'8 marzo 2025, dove io vincitore sarebbe stato eletto dal voto di una giuria d'esperti assieme al voto del direttore artistico.

### Giuria
La giuria delle semifinali e del ripescaggio è stata composta da:
- Mimmo Paganelli, produttore musicale;
- Emilio Munda, cantautore e musicista;
- Lia Fiorio, conduttrice radiofonica e commentatrice di San Marino all'Eurovision Song Contest.

La giuria della finale è stata composta da:
- Luca De Gennaro, presidente di giuria, disc jockey, critico musicale e conduttore radiofonico;
- Roberto Sergio, direttore generale della Rai e San Marino RTV;
- Federica Gentile, conduttrice radiofonica e autrice televisiva;
- Ema Stokholma, conduttrice televisiva e radiofonica;
- Mario Andrea Ettorre, responsabile marketing e comunicazioni per conto della SIAE.

## Selezioni
Una commissione musicale ha selezionato per conto della Media Evolution, tra le oltre 1 200 candidature provenienti da 48 paesi, gli artisti che hanno preso parte a sei periodi di selezioni preliminari che si sono svolte rispettivamente dal 26 al 27 settembre 2024, dal 17 al 18 ottobre 2024, dal 14 al 16 novembre 2024, dal 12 al 14 dicembre 2024, dal 9 all'11 gennaio 2025 e, infine, dal 22 al 25 gennaio 2025. Come è già accaduto per Una voce per San Marino, sono state aggiunte delle selezioni online per gli artisti che non possono presenziare fisicamente al San Marino Outlet Experience.
Periodo 26 - 27 settembre 2024     Accede alle semifinali     Selezionato, ma successivamente ritirato
| #  | Artista           |
| -- | ----------------- |
| 1  | Lucky Luciana     |
| 2  | Sick N' Beautiful |
| 3  | Xara              |
| 4  | Cucco             |
| 5  | Gelida            |
| 6  | Ciro Maddaluno    |
| 7  | Alessio's Mind    |
| 8  | Myky              |
| 9  | Gianluca Amore    |
| 10 | Sonos             |
| 11 | AntoNino Fiorello |
| 12 | Erisu             |
| 13 | La Mafy           |
| 14 | Atreides          |
| 15 | Siriaz y Malo     |
| 16 | Marco Urbinati    |
| 17 | Mr&Mrs            |

| # | Artista          |
| - | ---------------- |
| 1 | Starlight        |
| 2 | Iosonolorenzo    |
| 3 | Catch the Giant! |

Periodo 17 - 18 ottobre 2024     Accede alle semifinali     Selezionato, ma successivamente ritirato
| #  | Artista               |
| -- | --------------------- |
| 1  | Aliens Agree          |
| 2  | Vol                   |
| 3  | Gaia Belletti         |
| 4  | Dima                  |
| 5  | Kyma                  |
| 6  | Malammore             |
| 7  | Luca Grillo Live Band |
| 8  | RØV                   |
| 9  | Nina Blóm             |
| 10 | Diego B. Casadei      |
| 11 | Giulia De Sisti       |
| 12 | Zell                  |
| 13 | Ann & Dom             |
| 14 | Timothy Cavicchini    |
| 15 | Katarina              |
| 16 | Pasqualino Beltempo   |
| 17 | Kida                  |

| # | Artista        |
| - | -------------- |
| 1 | MDC            |
| 2 | Genny Cusopoli |
| 3 | Carlo Ferrini  |
| 4 | Sadesire       |
| 5 | Mescalina      |
| 6 | Leonardo Amor  |
| 7 | Roubix         |
| 8 | Emheart        |

Periodo 14 - 16 novembre 2024     Accede alle semifinali     Selezionato, ma successivamente ritirato
| #  | Artista                    |
| -- | -------------------------- |
| 1  | Mok-Duo                    |
| 2  | Folksonic                  |
| 3  | Milad Fatouleh             |
| 4  | Antonio                    |
| 5  | Unico                      |
| 6  | Re-Volt                    |
| 7  | Sopratenore                |
| 8  | Delilah Earnshaw           |
| 9  | Side74                     |
| 10 | Valis & Polczi             |
| 11 | Il Cremlino                |
| 12 | Francesca Pichierri        |
| 13 | Niscetas                   |
| 14 | Angy (Angelica De Carolis) |
| 15 | Chazza                     |
| 16 | Satu Cunningham            |
| 17 | LeBlond                    |
| 18 | Why Xes                    |
| 19 | Leonor                     |
| 20 | Fabrizio Servidio          |
| 21 | Desìo                      |
| 22 | Olya V                     |

| #  | Artista           |
| -- | ----------------- |
| 1  | Emanuel           |
| 2  | Luca Erriquenz    |
| 3  | Allegra           |
| 4  | Nicky Mushin Soda |
| 5  | SuperGuepardo     |
| 6  | Timo              |
| 7  | Mhora             |
| 8  | Alex Melo         |
| 9  | Galen Borson      |
| 10 | Vicky Navarro     |
| 11 | Pep Miller        |
| 12 | Asia              |

| #  | Artista              |
| -- | -------------------- |
| 1  | Brave Hearts Factory |
| 2  | Sesto Senso          |
| 3  | Triade               |
| 4  | The Unknown Voices   |
| 5  | Deneb                |
| 6  | Bradley Jay          |
| 7  | Nenè                 |
| 8  | Andrea Costa         |
| 9  | Kaotika              |
| 10 | Mynd                 |
| 11 | Biagio               |

Periodo 12 - 14 dicembre 2024     Accede alle semifinali     Selezionato, ma successivamente ritirato
| #  | Artista                           |
| -- | --------------------------------- |
| 1  | Alessio Magni                     |
| 2  | Cecilia Herrera                   |
| 3  | Mansutti                          |
| 4  | Shaza                             |
| 5  | Ines                              |
| 6  | Giovanni Brugnoli                 |
| 7  | Leimannoia                        |
| 8  | Lasties                           |
| 9  | Cristina Macchiavelli feat. Nymos |
| 10 | Neshe                             |
| 11 | Sinforosa                         |
| 13 | Adasat                            |
| 14 | Diego Spice                       |
| 15 | Itinerum                          |
| 16 | Alis Ray                          |
| 17 | Ubi                               |
| 18 | Eleonora Lorenzato                |
| 19 | Sonia Nawri                       |
| 20 | Natalia                           |

| #  | Artista       |
| -- | ------------- |
| 1  | M4riano       |
| 2  | Leo Segura    |
| 3  | Dhesia        |
| 4  | Il Greco      |
| 5  | Héctor Mira   |
| 6  | Nexis         |
| 7  | Magadan       |
| 8  | Inciso        |
| 9  | Andromeda     |
| 10 | Sheila Layter |
| 11 | TBO & Co.     |
| 12 | Davide        |
| 13 | Maidomo       |
| 14 | Claudia F     |

| #  | Artista                |
| -- | ---------------------- |
| 1  | Me Gustas Fer          |
| 2  | Delma & Mary Wild      |
| 3  | Davide Melis           |
| 4  | Silver feat. Skorie    |
| 5  | AnnaPurna              |
| 6  | Famasongs              |
| 7  | The Scurbats           |
| 8  | Angy (Angela Sciacqua) |
| 9  | Spring Revolution      |
| 10 | Erjona Qellimi         |
| 11 | Polarnova              |
| 12 | Erika Leto             |
| 13 | Ri-Style               |
| 14 | Elena Caroleo          |
| 15 | Effemme                |

Periodo 9 - 11 gennaio 2025     Accede alle semifinali     Selezionato, ma successivamente ritirato
| #  | Artista                |
| -- | ---------------------- |
| 1  | Energia                |
| 2  | Kian Butler            |
| 3  | Nibo                   |
| 4  | Eguala                 |
| 5  | Gem                    |
| 6  | Samantha Bennis        |
| 7  | Alma                   |
| 8  | Léon The Singer        |
| 9  | Snap-Out               |
| 10 | Dana                   |
| 11 | Vicente Bujalance Leal |
| 12 | Lorenzo Amore          |
| 13 | Mi La Band             |
| 14 | Giorgina               |
| 15 | Mark in the Dark       |
| 16 | Giordy Costa           |
| 17 | Giuliana               |
| 18 | Manuè                  |
| 19 | Jorge Del Hierro       |
| 20 | Paco                   |
| 21 | King Foo               |
| 22 | Henry Novi             |
| 23 | Tim Nord               |
| 24 | Carson Coma            |
| 25 | Christian Pensado      |
| 26 | Kophra                 |
| 27 | Stefano Ganci          |
| 28 | Sola Avis              |

| #  | Artista           |
| -- | ----------------- |
| 1  | Katja Esle        |
| 2  | Carlotta          |
| 3  | Andrea Gioè       |
| 4  | Vee Jeck          |
| 5  | Miguel Escobar    |
| 7  | Marti Puerto      |
| 8  | Space Particles   |
| 9  | Ivan P            |
| 10 | Vimoksha          |
| 11 | LaRed             |
| 12 | CRL               |
| 13 | Agnieszka Śpiewa  |
| 14 | Lomas             |
| 15 | Matteo De Angelis |
| 16 | Romina Falconi    |
| 17 | LeLo              |
| 18 | Mariva            |
| 19 | Onyra             |
| 20 | Giacomo Voli      |
| 21 | Giorgia Pastori   |
| 23 | LD (Le Distanze)  |
| 24 | Grace George      |

| #  | Artista                     |
| -- | --------------------------- |
| 1  | David Velardo               |
| 2  | Latente                     |
| 3  | Nick C'est la Vie           |
| 4  | Francesca Lina              |
| 5  | Ladybird.                   |
| 6  | Cosimo                      |
| 7  | Artemiz                     |
| 8  | Cristina Ene                |
| 9  | Sergio Gómez                |
| 10 | Salva Ortega                |
| 11 | Giada Valenti & Tim Wilgers |
| 12 | Aniel                       |
| 13 | DJ Moderno                  |
| 14 | GioGala                     |
| 15 | Alexis Strum                |
| 16 | Alan                        |
| 17 | Dramalove                   |
| 18 | Oryana                      |
| 19 | AlleBasi                    |
| 20 | Rumore                      |
| 21 | Taoma                       |
| 22 | Park                        |
| 23 | Besa                        |
| 24 | Ibla                        |
| 25 | Juliusz Kamil               |
| 26 | Teslenko                    |
| 27 | Joè                         |
| 28 | Lie Land                    |
| 29 | Agata                       |
| 30 | Ivan Lavouras               |
| 31 | Jannike                     |
| 32 | Astrid Nicole               |

Periodo 22 - 25 gennaio 2025     Accede alle semifinali     Selezionato, ma successivamente ritirato
| #  | Artista                  |
| -- | ------------------------ |
| 1  | March. & Alessandro Neri |
| 2  | Nadine Randle            |
| 3  | Blue Alien               |
| 4  | Nef Hidalgo              |
| 5  | D.D. - Paradise Is Near  |
| 6  | Gatsby                   |
| 7  | Blonde Trinity           |
| 8  | Libra                    |
| 9  | Araen                    |
| 10 | Veronica Petruccelli     |
| 11 | Quasarome                |
| 12 | Eugenio Picchiani        |
| 13 | Batta                    |
| 14 | Magenta#9                |
| 15 | Ida Elena                |
| 16 | Claire                   |
| 17 | Das Gas                  |
| 18 | Giuliette Kris           |
| 19 | Artemis                  |
| 20 | Flyzir                   |
| 21 | Grisana                  |
| 22 | Evdokia Moisidou         |
| 23 | Eleonora Gangi           |
| 24 | JB                       |
| 25 | Naike                    |
| 26 | PierC                    |

| #  | Artista               |
| -- | --------------------- |
| 1  | Lowbrano              |
| 2  | Evdo                  |
| 3  | Despaux               |
| 4  | Gerónimo Rauch        |
| 5  | Questo e Quello       |
| 6  | Clovys                |
| 7  | Tadeni                |
| 8  | Mario Nucci           |
| 9  | Antò                  |
| 10 | Serafin Zubiri        |
| 11 | Alexander Doghmani    |
| 12 | Mrtina                |
| 13 | Aria                  |
| 14 | Paula Madero          |
| 15 | Golden Salt           |
| 16 | Antonio Divincenzo    |
| 17 | The Reagents          |
| 18 | Narbera               |
| 19 | Lily Loren            |
| 20 | Blitz Union           |
| 21 | Stad                  |
| 22 | Daniela Fiorentino    |
| 23 | Mirjam                |
| 24 | Lex Topacio           |
| 25 | Joanna                |
| 26 | BRSX                  |
| 27 | Rosetta               |
| 28 | Fabio Abate           |
| 29 | Soro feat. PY         |
| 30 | Linele Reznikova      |
| 31 | Francesco Scagliarini |
| 32 | Lili Oder             |
| 33 | Jonydasvie            |
| 34 | ElektroKarma          |
| 35 | Erminio Sinni         |
| 36 | Farmacy               |
| 37 | Ludovica              |
| 38 | Barak                 |

| #  | Artista                |
| -- | ---------------------- |
| 1  | Lyon                   |
| 2  | Night Architect        |
| 3  | Shubo                  |
| 4  | Scena Muta             |
| 5  | Dr Lamentino           |
| 6  | Beatriz Villar         |
| 7  | Timea                  |
| 8  | Loco Böoomboxx         |
| 9  | Marco Di Pinto         |
| 10 | Vincenzo Bles          |
| 11 | Federico Martello      |
| 12 | Xskull8                |
| 13 | Piet Zorn              |
| 14 | Peppe Guetta           |
| 15 | Geisha                 |
| 16 | Mmara                  |
| 17 | Plånet                 |
| 18 | Ermal Demiri           |
| 19 | Naked Run              |
| 20 | Dante                  |
| 21 | Luza Breuza            |
| 22 | Haymara                |
| 23 | Sofia Zaros            |
| 24 | Beatriz Gouveia        |
| 25 | Romeo Zaharia          |
| 26 | Berkant                |
| 27 | Sara                   |
| 28 | Kikka                  |
| 29 | Adasat                 |
| 30 | Francesca Picchieri    |
| 31 | Frijda                 |
| 32 | José Martinus          |
| 33 | Edea                   |
| 34 | Denny Music            |
| 35 | Elisa De Panicis       |
| 36 | Nush Unbrushed         |
| 37 | Giorgio                |
| 38 | Stavros Salabasopoulos |
| 39 | Libertà per tutti      |
| 40 | Toni Kitty             |
| 41 | Maddalena              |

| #  | Artista                             |
| -- | ----------------------------------- |
| 1  | Valleria                            |
| 2  | De Mo                               |
| 3  | SimonaB                             |
| 4  | Alien Cut feat. Zighi               |
| 5  | The Sidèra                          |
| 6  | Sissilia                            |
| 7  | Fabio Imperatrice feat. Cambra      |
| 8  | Ilenya                              |
| 9  | Atwood                              |
| 10 | Macclesfield                        |
| 11 | The Leaf                            |
| 12 | D'Amico                             |
| 13 | Rosalynda                           |
| 14 | Den Baurin - Freelove               |
| 15 | Crasti Peter                        |
| 16 | Francesca De Braco                  |
| 17 | Max Lain                            |
| 18 | Il Solito Dandy                     |
| 19 | Letizia Crincoli                    |
| 20 | Jack Costanzo                       |
| 21 | Lola                                |
| 22 | The Rumpled                         |
| 23 | Eugenio                             |
| 24 | Sedona                              |
| 25 | Atle Pettersen                      |
| 26 | Veneziale                           |
| 27 | Soft Scent                          |
| 28 | Frammenti                           |
| 29 | Phera                               |
| 30 | Un sorso di Ansia                   |
| 31 | GianbattiSta                        |
| 32 | Ritaesse                            |
| 33 | Free Love                           |
| 34 | Frank Storm                         |
| 35 | Desideria                           |
| 36 | Lenni-Kalle Taipale & Andrea Brosio |
| 37 | Matilde                             |
| 38 | Luciano Jurgen Dell'Anna            |
| 39 | Ryah                                |
| 40 | Iuna                                |
| 41 | Erika Kamese & Valerio Sgargi       |
| 42 | Late Birds                          |
| 43 | Beat of Change                      |

## Semifinali
Le semifinali, andate in onde come parte di Una voce per San Marino, si sono svolte dal 13 al 15 febbraio 2025. Queste saranno trasmesse in sette serate dal 22 al 28 febbraio 2025 e vedranno i partecipanti selezionati competere per un posto nella finale. La divisione delle semifinali è stata resa nota il tra il 29 e il 31 gennaio 2025, in concomitanza con l'annuncio dei semifinalisti (la lista è stata successivamente modificata a seguito di alcuni ritiri).

### Prima semifinale
Qualificato alla finale
     Qualificato al ripescaggio
     Assente
| #  | Artista                             | Titolo                 |
| -- | ----------------------------------- | ---------------------- |
| 1  | Alessio's Mind                      | Carpe diem             |
| 2  | Vincenzo Bles                       | Hola                   |
| 3  | Vimoksha                            | Find You               |
| 4  | Atwood                              | Evil                   |
| 5  | Valis & Polczi                      | Never Alone            |
| 6  | Timo                                | Suena                  |
| 7  | Carson Coma                         | Daddy Said No          |
| 8  | Timea                               | Born to be Free        |
| 9  | Catch the Giant!                    | Eclipse                |
| 10 | The Unknown Voices                  | My Name Was Hamilton   |
| 11 | Chazza                              | Protagonist            |
| 12 | Cecilia Herrera                     | Bandida                |
| 14 | Natalia                             | Uomo cosmico           |
| 13 | The Leaf                            | I Ching                |
| 15 | Cristina Macchiavelli feat. Nymos   | Psiche e amore         |
| 16 | Narbera                             | Credere in me          |
| 17 | Dramalove                           | Supernatural           |
| 18 | Max Lain                            | Linee parallele        |
| 19 | Edea                                | L'amore non si giudica |
| 20 | Marco Urbinati                      | X Agosto               |
| 21 | Effemme                             | Fuori di me            |
| 22 | Lenni-Kalle Taipale & Andrea Brosio | I'm on Fire            |
| 23 | Evdokia Moisidou                    | A Dream Come True      |
| 24 | LeBlond                             | Di Go Go               |
| 25 | Fabio Imperatrice feat. Cambra      | Serate incerte         |
| 26 | Latente                             | Più grandi             |
| 27 | Galen Borson                        | Medicine Man           |
| 28 | King Foo                            | The Edge of the World  |
| 29 | Il Solito Dandy                     | Millenial              |
| 30 | Kian Butler                         | If You Dare            |
| 31 | Iuna                                | Non mi bagno mai       |
| 32 | Justine Mayer                       | Love Me                |
| 33 | Joanna                              | I Want to Be Me        |
| 34 | Jannike                             | Goldilicious           |
| —  | Alis Ray                            | —                      |
| —  | Barak                               | —                      |

### Seconda semifinale
Qualificato alla finale
     Qualificato al ripescaggio
     Assente
| #  | Artista           | Titolo                                              |
| -- | ----------------- | --------------------------------------------------- |
| 1  | Alexis Strum      | If You Think I'm Too Much (You Should Go Find Less) |
| 2  | Unico             | Scusa se ti voglio amare                            |
| 3  | Davide            | Solo                                                |
| 4  | Tadeni            | Quicksand                                           |
| 5  | Artemis           | Melody                                              |
| 6  | Sonia Nawri       | Gato negro                                          |
| 7  | Asia              | Magika                                              |
| 8  | Sofia Zaros       | Broken Porcelain                                    |
| 9  | Astrid Nicole     | Dancing Without My Shadow                           |
| 10 | Snap-Out          | Noi diversi                                         |
| 11 | Beatriz Gouveia   | The Voice                                           |
| 12 | Sergio Gómez      | Mejor así                                           |
| 13 | Blitz Union       | Mr. Guilty                                          |
| 14 | Salva Ortega      | Solo por sus besos                                  |
| 15 | Claudia F         | Still Here                                          |
| 16 | Romeo Zaharia     | Ci troveremo ancora                                 |
| 17 | CRL               | Juliet                                              |
| 18 | Phera             | Wild Woman                                          |
| 19 | Aniel             | 777                                                 |
| 20 | Myky              | Walking on the Sea                                  |
| 21 | Deneb             | Sing It Louder                                      |
| 22 | Miguel Escobar    | Polaroid                                            |
| 23 | Mhora             | Tornado                                             |
| 24 | Erisu             | The Mighty Walls of Uruk                            |
| 25 | Libra             | Come ti pare                                        |
| 26 | Giovanni Brugnoli | Read Me                                             |
| 27 | Leonor            | Fiori da ricostruire                                |
| 28 | Giulia De Sisti   | Strana                                              |
| 29 | Léon The Singer   | When We'll Belong                                   |
| 30 | Giuliette Kris    | Respiro                                             |
| 31 | LD (Le Distanze)  | Nothing Could Be Better                             |
| 32 | Ibla              | Sangue degli dei                                    |
| 33 | Ines              | Zero assoluto                                       |
| 34 | Artemiz           | Por eso brillo                                      |
| 35 | Jack Costanzo     | Musa                                                |
| —  | Dima              | —                                                   |

### Terza semifinale
Qualificato alla finale
     Qualificato al ripescaggio
     Assente
| #  | Artista                | Titolo                 |
| -- | ---------------------- | ---------------------- |
| 1  | Xskull8                | Voices Out of Silence  |
| 2  | Agnieszka Śpiewa       | Destiny                |
| 3  | Vicky Navarro          | Baila                  |
| 4  | Alien Cut feat. Zighi  | Vattene                |
| 5  | Ubi                    | Incoerente             |
| 6  | Aria                   | Life                   |
| 7  | The Scurbats           | Breakdown              |
| 8  | Angy (Angela Sciacqua) | I                      |
| 9  | TBO & Co.              | Musetta in sol minore  |
| 10 | Cucco                  | Meraviglia (Alice)     |
| 11 | Taoma                  | NPC                    |
| 12 | Delma & Mary Wild      | El paraiiso            |
| 13 | SuperGuepardo          | Baila la la            |
| 14 | Eleonora Gangi         | È un attimo morire     |
| 15 | Stavros Salabasopoulos | Fire in My Heart       |
| 16 | Space Particles        | Resta?                 |
| 17 | Federico Martello      | Voices of Freedom      |
| 18 | Sopratenore            | Aria e musica          |
| 19 | Francesca De Braco     | Saturday Night Show    |
| 20 | Silver feat. Skorie    | The Flow               |
| 21 | GianbattiSta           | Tutta colpa della luna |
| 22 | Sick N' Beautiful      | Hate Manifesto         |
| 23 | Kaotika                | Ti guardo              |
| 24 | Questo e Quello        | Bella balla            |
| 25 | Magenta#9              | Vittoria               |
| 26 | Polarnova              | Alpha Road             |
| 27 | Mario Nucci            | Mali di giugno         |
| 28 | Nicky Mushin Soda      | Just Your Queen        |
| 29 | Mescalina              | Eccezionale            |
| 30 | Naike                  | Who Am I?              |
| 31 | Milad Fatouleh         | Humanity Calls         |
| 32 | Nadine Randle          | Down                   |
| 33 | Mmara                  | Impazzire              |
| 34 | Mr&Mrs                 | Altalena               |
| 35 | Ermal Demiri           | Moonlight              |
| —  | Adasat                 | —                      |

### Quarta semifinale
Qualificato alla finale
     Qualificato al ripescaggio
     Ritirati
| #  | Artista             | Titolo                       |
| -- | ------------------- | ---------------------------- |
| 1  | Alexander Doghmani  | Music (Is My Babe)           |
| 2  | Vee Jeck            | Ragazzo triste               |
| 3  | Aliens Agree        | Digital Collapse             |
| 4  | Valleria            | A Picture of Myself          |
| 5  | Andrea Costa        | Una lettera spedirò          |
| 6  | Timothy Cavicchini  | May Day                      |
| 7  | Andromeda           | Rumore                       |
| 8  | Stefano Ganci       | Ritorna a me                 |
| 9  | Sara                | Radici                       |
| 10 | Romina Falconi      | Nessuno ti ama               |
| 11 | Denny Music         | Io sto bene, tu?             |
| 12 | Plånet              | San Marino                   |
| 13 | Eleonora Lorenzato  | Tears of the Rain            |
| 14 | Araen               | Bleeding Out Love            |
| 15 | PierC               | Grattacieli                  |
| 16 | Elisa De Panicis    | All for You                  |
| 17 | Side74              | Tutto quello che mi hai dato |
| 18 | Erika Leto          | Niente                       |
| 19 | D'Amico             | Stardust                     |
| 20 | Flyzir              | Mondi paralleli              |
| 21 | Mrtina              | Temporale                    |
| 22 | Francesca Pichierri | Sperarci due eroi            |
| 23 | Marti Puerto        | Fuera de ti                  |
| 24 | Gianluca Amore      | Pray                         |
| 25 | Rumore              | Ora no                       |
| 26 | Giorgina            | Madrid-Barcellona            |
| 27 | Mansutti            | Più di così                  |
| 28 | Haymara             | Tómame las manos             |
| 29 | Lowbrano            | Mio padre                    |
| 30 | Héctor Mira         | Soy como tú                  |
| 31 | Lomas               | Give Me a Reason             |
| 32 | Il Greco            | Lo specchio dell'anima       |
| 33 | Kophra              | Luci di Milano               |
| 34 | Inciso              | Rockstar                     |
| —  | Ann & Dom           | —                            |

### Quinta semifinale
Qualificato alla finale
     Qualificato al ripescaggio
| #  | Artista                    | Titolo                       |
| -- | -------------------------- | ---------------------------- |
| 1  | Alma                       | Due fiamme                   |
| 2  | Zell                       | Filo di Arianna              |
| 3  | Angy (Angelica De Carolis) | Amore e veleno (Venere)      |
| 4  | The Rumpled                | You Get Me So High           |
| 5  | Siriaz y Malo              | Almas en el aire             |
| 6  | Besa                       | Tiki                         |
| 7  | Bradley Jay                | Tongue-tied                  |
| 8  | Agata                      | Flashback                    |
| 9  | Daniela Fiorentino         | Todas somos flores           |
| 10 | Rosetta                    | Tutto cambia tutto           |
| 11 | Delilah Earnshaw           | The Price                    |
| 12 | Park                       | Amore che sei verità         |
| 13 | Niscetas                   | Unbreakable                  |
| 14 | Neshe                      | Fallin'                      |
| 15 | Emanuel                    | Ragazzo padre (Di me stesso) |
| 16 | Mi La Band                 | Sayonara                     |
| 17 | Farmacy                    | Bæd                          |
| 18 | Me Gustas Fer              | Corazón bellissimo           |
| 19 | Gaia Belletti              | A volte meglio io            |
| 20 | Manuè                      | Fare l'amore                 |
| 21 | Geisha                     | Bella donna                  |
| 22 | Macclesfield               | Mr. Analogue                 |
| 23 | Pep Miller                 | Bongo                        |
| 24 | Giacomo Voli               | Ave Maria                    |
| 25 | Ludovica                   | Maracujo                     |
| 26 | Luca Grillo Live Band      | Sogno                        |
| 27 | GioGala                    | Dalì                         |
| 28 | Lorenzo Amore              | Idee confuse                 |
| 29 | Giorgia Pastori            | Mykonos                      |
| 30 | Letizia Crincoli           | Running in the Circle        |
| 31 | Giuliana                   | Avanti                       |
| 32 | Leonardo Amor              | Calling for You              |
| 33 | Ida Elena                  | Children of the Stars        |
| 34 | LaRed                      | Amore al veleno              |
| 35 | JB                         | Come sei                     |

### Sesta semifinale
Qualificato alla finale
     Qualificato al ripescaggio
| #  | Artista               | Titolo                    |
| -- | --------------------- | ------------------------- |
| 1  | Allegra               | OMG                       |
| 2  | Beatriz Villar        | Hasta perder la voz       |
| 3  | Stad                  | Show Me Hate              |
| 4  | Ciro Maddaluno        | Ancora qui                |
| 5  | Sedona                | Bonsai                    |
| 6  | Dana                  | Cuore libero              |
| 7  | Ri-Style              | Always                    |
| 8  | Despaux               | The Show                  |
| 9  | Paula Madero          | In My Dreams              |
| 10 | Energia               | Sad Rags                  |
| 11 | Onyra                 | Out of Air                |
| 12 | Erjona Qellimi        | Mille pezzi               |
| 13 | Olya V                | We Ride at Dawn           |
| 14 | Francesco Scagliarini | Io voglio parlare d'amore |
| 15 | Gelida                | Tevere                    |
| 16 | Mynd                  | Eclissi                   |
| 17 | Golden Salt           | Step Down                 |
| 18 | Mirjam                | Eternity                  |
| 19 | Grace George          | Worship You               |
| 20 | Matteo De Angelis     | Liberatemi                |
| 21 | Sola Avis             | Hope                      |
| 22 | Francesca Lina        | Sempre con me             |
| 23 | Il Cremlino           | Amami                     |
| 24 | Mariva                | Baba Vanga                |
| 25 | Ilenya                | Silenzi di vetro          |
| 26 | Marco Di Pinto        | Out of Time               |
| 27 | Jorge Del Hierro      | No estoy pá ti            |
| 28 | Maidomo               | Gli amori                 |
| 29 | Juliusz Kamil         | Under the Blue Sky        |
| 30 | Luca Breuza           | Quello che conta          |
| 31 | Kyma                  | Dracula                   |
| 32 | Teslenko              | Storm                     |
| 33 | Leimannoia            | Virginia                  |

### Settima semifinale(semifinale sammarinese)
Qualificato alla finale
| # | Artista      | Titolo               |
| - | ------------ | -------------------- |
| 1 | Allebasi     | Rotta verso il sole  |
| 2 | Why Xes      | Fire It Up           |
| 3 | Folksonic    | O visione, terra mia |
| 4 | La Mafy      | Different Shape      |
| 5 | Kida         | Hollywood Show       |
| 6 | Paco         | Until the End        |
| 7 | Kikka        | Dimmi che mi amerai  |
| 8 | The Reagents | Echoes of Freedom    |

Ripescaggio
Poco dopo lo svolgimento della settima semifinale, si è svolto il ripescaggio, ove i diciassette artisti selezionati hanno gareggiato per gli ultimi 4 posti destinati per la finale.
     Qualificato alla finale
| #  | Artista         | Titolo                    |
| -- | --------------- | ------------------------- |
| 1  | Carson Coma     | Daddy Said No             |
| 2  | Magenta#9       | Vittoria                  |
| 3  | Plånet          | San Marino                |
| 4  | The Rumpled     | You Get Me So High        |
| 5  | Aniel           | 777                       |
| 6  | Astrid Nicole   | Dancing Without My Shadow |
| 7  | Despaux         | The Show                  |
| 8  | Effemme         | Fuori di me               |
| 9  | Giacomo Voli    | Ave Maria                 |
| 10 | Grace George    | Worship You               |
| 11 | Il Solito Dandy | Millenial                 |
| 12 | Ilenya          | Silenzi di vetro          |
| 13 | Leonardo Amor   | Calling for You           |
| 14 | Lowbrano        | Mio padre                 |
| 15 | Questo e Quello | Bella balla               |
| 16 | Tadeni          | Quicksand                 |
| 17 | Taoma           | NPC                       |

## Finale
La finale si è svolta l'8 marzo 2025 presso il Teatro Nuovo di Dogana, presentata da Francesco Facchinetti e Flora Canto, e ha visto competere i 9 artisti Big e gli 11 artisti qualificati dalla categoria Emergenti.
| #  | Artista           | Titolo                | Posizione |
| -- | ----------------- | --------------------- | --------- |
| 1  | The Rumpled       | You Get Me So High    | 2         |
| 2  | Angy Sciacqua     | I                     | 13        |
| 3  | Haymara           | Tómame las manos      | 13        |
| 4  | CRL               | Juliet                | 7         |
| 5  | Elasi             | Lorella               | 4         |
| 6  | Besa              | Tiki                  | 6         |
| 7  | Silvia Salemi     | Coralli               | 15        |
| 8  | Giacomo Voli      | Ave Maria             | 8         |
| 9  | Teslenko          | Storm                 | 3         |
| 10 | Vincenzo Capua    | Sei sempre tu         | 17        |
| 11 | Marco Carta       | Solo fantasia         | 12        |
| 12 | Bianca Atzei      | Testacoda             | 16        |
| 13 | King Foo          | The Edge of the World | 18        |
| 14 | Questo e Quello   | Bella balla           | 9         |
| 15 | Pierdavide Carone | Mi vuoi sposare?      | 11        |
| 16 | Gabry Ponte       | Tutta l'Italia        | 1         |
| 17 | Luisa Corna       | Il giorno giusto      | 20        |
| 18 | Boosta            | BTW                   | 5         |
| 19 | Paco              | Until the End         | 10        |
| 20 | Taoma             | NPC                   | 19        |

## Premi
- Vincitore San Marino Song Contest 2025: Gabry Ponte con Tutta l'Italia
- Podio - secondo classificato San Marino Song Contest 2025: The Rumpled con You Get Me So High
- Podio - terzo classificato San Marino Song Contest 2025: Teslenko con Storm
- Premio della Critica per la miglior canzone: Pierdavide Carone con Mi vuoi sposare?
- Premio Radio San Marino "Ludovico Di Meo" per il brano più Eurovisivo: Angy Sciacqua con I
- Premio "Una Voce per San Marino" al miglior artista emergente: The Rumpled con You Get Me So High
- Premio alla carriera: Al Bano[17]